# وارويك ستيفنسون
وارويك ستيفنسون (بالإنجليزية: Warwick Stevenson)‏ مواليد 13 مايو 1980 في سيدني، هو دراج أسترالي.